# سحر ملص
سحر ياسين ملَص، كاتبة وصيدلانية أردنية، ولدت عام 1958 في دمشق. وهي عضوة في رابطة الكتاب الأردنيين، ونقابة صيادلة الأردن.

## التعليم
- تلقّت سحر ملص تعليمها الابتدائي في مدرسة ابن خلدون الابتدائية في مدينة عمّان.
- درست الثانوية في مدرسة الملكة زين الشرف بعمّان سنة 1974.
- نالت شهادة البكالوريوس في الصيدلة من جامعة دمشق سنة 1979.
- حصلت على شهادة الدبلوم العالي في التأهيل التربوي من الجامعة الأردنية سنة 1987.

## العمل
- رئيسةً قسم المهن الطبية المساعدة في كليّة المجتمع الأردني (1982-1990).
- مدرّسةً في الكليّة الوطنيّة (1991-1994)، وفي الكليّة العربيّة (2001-2003) وصيدلانية (1995-2002 و2008-2010).
- سكرتيرة للتحرير في مجلة «براعم عمّان» التي أصدرتها أمانة عمان الكبرى في الفترة من عام 2005 حتى عام 2008.

## أعمالها
نشرت لسحر ملص روايتان وعدد كبير من المجموعات القصصية، وهي:
- «العين الزجاجية»، رواية، 2012
- «مطارح»، رواية، 2014
- «شقائق النعمان»، قصص، دار الكرمل، عمّان، 1989.
- «إكليل الجبل»، قصص، دار النسر، عمّان، 1990.
- «ضجّة النورس»، قصص، دار البشير، عمّان، 1991.
- «مسكن الصلصال»، قصص، دار البشير، عمّان، 1995.
- «الوجه المكتمل»، قصص، وزارة الثقافة، عمّان، 1997.
- «سفر الرحيل»، أدب الرحلات، أمانة عمّان الكبرى، عمّان، 2000.
- «الشمعة والظل»، نص مكاني عن بيت الشعر الأردني، دار اليازوري العلمية، عمّان، 2001
- «صحوة تحت المطر»، قصص، وزارة الثقافة، عمّان، 2003.
- «من ذاكرة المكان»، نصوص، أمانة عمّان الكبرى، عمّان، 2004
- «أختي السريّة»، قصص، دار اليازوري العلمية، عمّان، 2005.
- «الرحيل»، قصص، دار اليازوري العلمية، عمّان، 2008.
- «الثمرة والنهر»، قصص للأطفال، وزارة الثقافة، عمّان، 2011.
- «معطف أمي»، (مجموعة قصصية)، 2014
- «محطات في عالم الدواء» أدب تعليمي للأطفال، دار البشير، عمّان، 2002. ط2، وزارة الثقافة، عمّان، 2009.
- «علم العقاقير والنباتات الطبية»، (كتاب علمي)، 1984.

## جوائز
حصلت على جائزة الملكة نور لأدب الطفل التعليمي من مؤسسة نور الحسين سنة 1997 لقاء كتابها «محطات في عالم الدواء». كما نالت الدراما الإذاعية المُعَدّة عن قصّتها «بائع الأنتيكة» الجائزةَ الفضّية من مهرجان الإذاعة العربيّة في تونس سنة 2001.